# Latour-de-France
Latour-de-France (em catalão:  La Tor de França) é uma comuna francesa na região administrativa da Occitânia, no departamento dos Pirenéus Orientais. Estende-se por uma área de 13.94 km², e possui 1.033 habitantes, segundo o censo de 2018, com uma densidade de 74 hab/km².